# Grigor V Karavege
Grigor V Karavege (també anomenat Grigor Manug, és a dir "el jove"), fou patriarca de l'església armènia per uns mesos entre 1193 i 1194. Era del sector nacionalista i oposat a la cooperació amb les esglésies llatines i grega. Com que el príncep Lleó I d'Armènia Menor necessitava als llatins per la seva política, el va fer destituir i fou nomenat Grigor VI Apirat, proper de les tesis de l'anterior patriarca Gregori IV Tekha.